# Tennis-Bundesliga 2011
Die Tennis-Bundesliga 2011 wurde ins insgesamt sechs Ligen ausgespielt, jeweils einer ersten und zweiten Bundesliga bei den Herren, den Damen und den Herren der Altersklasse 30.
Die Sieger der jeweiligen ersten Bundesliga gewannen die entsprechende deutsche Mannschaftsmeisterschaft im Tennis 2011. Die grundsätzlich jeweils zwei bestplatzierten Mannschaften der zweiten Bundesliga erspielten sich das Aufstiegsrecht in die erste Bundesliga.

## Organisation
Die Tennis-Bundesligen in Deutschland werden vom Deutschen Tennis Bund mit Sitz in Hamburg veranstaltet und organisiert. Grundlage für die Durchführung sind neben den Tennisregeln der ITF, die Turnierordnung des DTB sowie das Bundesliga-Statut.

## Namenssponsoren
Namenssponsor sowohl der 1. als auch der 2. Tennis-Bundesliga der Herren war 2011 der Online-Tennis-Versandhändler Tennispoint. Die Bundesligen der Damen und Herren 30 hatten 2012 keinen Namenssponsor.

## Tennis-Bundesliga der Herren 2011

### 1. Tennis-Bundesliga der Herren
Sieger der 1. Tennis-Bundesliga der Herren 2011 und damit deutscher Meister wurde der TK Kurhaus Aachen mit nur einem Unentschieden gegen den Vizemeister TC Blau-Weiss Halle. Der HTC Blau-Weiß Krefeld stieg als Tabellenletzter ab.
|     | Mannschaft                 | Begegnungen | Punkte | Matches | Sätze | Spiele  |
| --- | -------------------------- | ----------- | ------ | ------- | ----- | ------- |
| 01. | TK Kurhaus Aachen          | 8           | 15:1   | 35:13   | 78:33 | 533:361 |
| 02. | TC Blau-Weiss Halle        | 8           | 13:3   | 35:13   | 73:37 | 507:411 |
| 03. | Erfurter TC Rot-Weiß       | 8           | 12:4   | 32:16   | 68:39 | 499:389 |
| 04. | TK Grün-Weiss Mannheim (M) | 8           | 10:6   | 31:17   | 67:44 | 515:441 |
| 05. | Rochusclub Düsseldorf      | 8           | 10:6   | 30:18   | 69:42 | 491:402 |
| 06. | TC Blau-Weiss Neuss        | 8           | 04:12  | 18:30   | 42:65 | 413:488 |
| 07. | TC Amberg am Schanzl       | 8           | 04:12  | 11:37   | 30:77 | 364:530 |
| 08. | 1. FC Nürnberg             | 8           | 03:13  | 12:36   | 32:80 | 374:538 |
| 09. | HTC Blau-Weiß Krefeld      | 8           | 01:15  | 12:36   | 37:79 | 395:531 |

### 2. Tennis-Bundesliga der Herren
Der TC Radolfzell und Wacker Burghausen belegten am Ende der Saison die Tabellenplätze 1 und 2, die jeweils zum Aufstieg in die erste Bundesliga berechtigten. Der TC Radolfzell war dabei erst im Vorjahr in die 2. Bundesliga aufgestiegen und marschierte somit auf direktem Weg ins Oberhaus.
Der KTHC Stadion Rot-Weiss aus Köln musste nach nur einem Saisonsieg – direkt am ersten Spieltag gegen den TV von 1926 Osterath – in die Regionalliga absteigen. Zusätzlich zog der TV von 1926 Osterath seine Mannschaft nach Saisonende aus der Bundesliga zurück.
|     | Mannschaft                 | Begegnungen | Punkte | Matches | Sätze   | Spiele  |
| --- | -------------------------- | ----------- | ------ | ------- | ------- | ------- |
| 01. | TC Radolfzell (A)          | 9           | 16:2   | 50:31   | 107:68  | 867:652 |
| 02. | Wacker Burghausen          | 9           | 14:4   | 48:33   | 119:73  | 867:666 |
| 03. | TC Großhesselohe           | 9           | 12:6   | 52:29   | 118:73  | 824:678 |
| 04. | TV Espelkamp-Mittwald      | 9           | 10:8   | 40:41   | 091:93  | 734:758 |
| 05. | TV Reutlingen              | 9           | 10:8   | 39:42   | 088:96  | 749:808 |
| 06. | TC Raadt (A)               | 9           | 08:10  | 39:42   | 089:99  | 768:787 |
| 07. | Bremerhavener TV 1905      | 9           | 06:12  | 38:43   | 086:97  | 748:801 |
| 08. | TC Wolfsberg Pforzheim     | 9           | 06:12  | 35:46   | 081:103 | 717:793 |
| 09. | TV von 1926 Osterath       | 9           | 06:12  | 32:49   | 079:105 | 702:834 |
| 10. | KTHC Stadion Rot-Weiß Köln | 9           | 02:16  | 27:54   | 065:122 | 658:857 |

## Tennis-Bundesliga der Herren 30 2011

### 1. Tennis-Bundesliga der Herren 30
Der TC Raadt gewann alle seine Spiele ohne Niederlage und wurde damit ungeschlagen zum ersten Mal Deutscher Mannschaftsmeister der Herren 30. Mit insgesamt drei Siegen in Höhe von 5:4, darunter auch gegen den engsten Verfolger TB Erlangen und am letzten Spieltag gegen den Tabellendritten Gladbacher HTC fiel die Entscheidung aber sehr knapp aus.
Der KTHC Stadion Rot-Weiss sowie der DTV Hannover als die beiden Tabellenletzten stiegen in die zweite Bundesliga ab.
|     | Mannschaft                  | Begegnungen | Punkte | Matches | Sätze  | Spiele  |
| --- | --------------------------- | ----------- | ------ | ------- | ------ | ------- |
| 01. | TC Raadt                    | 7           | 14:0   | 50:13   | 105:35 | 698:408 |
| 02. | TB Erlangen                 | 7           | 12:2   | 50:13   | 102:34 | 711:415 |
| 03. | Gladbacher HTC              | 7           | 10:4   | 47:16   | 101:36 | 692:415 |
| 04. | Oelder TC BW                | 7           | 8:6    | 34:29   | 75:66  | 555:561 |
| 05. | TG Westfalia Dortmund       | 7           | 6:8    | 19:44   | 42:91  | 450:621 |
| 06. | TC Schönbusch Aschaffenburg | 7           | 4:10   | 27:36   | 62:78  | 536:608 |
| 07. | KTHC Stadion Rot-Weiß Köln  | 7           | 2:12   | 17:46   | 39:102 | 431:700 |
| 08. | DTV Hannover                | 7           | 0:14   | 8:55    | 27:111 | 361:706 |

### 2. Tennis-Bundesliga der Herren 30
Der TC Bruckmühl-Feldkirchen wurde ungeschlagen Meister der zweiten Bundesliga und stieg gemeinsam mit dem TC Kaiserswerth in die Bundesliga auf.
|     | Mannschaft               | Begegnungen | Punkte | Matches | Sätze  | Spiele  |
| --- | ------------------------ | ----------- | ------ | ------- | ------ | ------- |
| 01. | TC Bruckmühl-Feldkirchen | 7           | 14:0   | 53:10   | 109:24 | 696:364 |
| 02. | TC Kaiserswerth          | 7           | 12:2   | 42:21   | 86:52  | 613:493 |
| 03. | TC Rotenbühl Saarbrücken | 7           | 10:4   | 36:27   | 77:58  | 585:532 |
| 04. | TC Biberach              | 7           | 6:8    | 28:35   | 65:77  | 511:578 |
| 05. | TC Parkhaus Wanne-Eickel | 7           | 4:10   | 28:35   | 66:73  | 586:576 |
| 06. | STG Geroksruhe Stuttgart | 7           | 4:10   | 24:39   | 54:85  | 470:614 |
| 07. | Karlsruher ETV           | 7           | 4:10   | 20:43   | 48:94  | 506:676 |
| 08. | TC GG Pfungstadt         | 7           | 2:12   | 21:42   | 48:90  | 508:642 |

## Tennis-Bundesliga der Damen 2011

### 1. Tennis-Bundesliga der Damen
Der TC Radolfzell verteidigte seinen Titel aus dem Vorjahr erfolgreich mit einem 5:4-Sieg am letzten Spieltag gegen den bis dato führenden TC Blau-Weiss Bocholt. Dabei gewannen die Radolfzellerinnen vier ihrer insgesamt fünf siegreichen Matches erst im entscheidenden Match-Tie-Break, darunter auch die beiden siegreichen Doppel.
Die Neulinge des TC Rot-Weiß Wahlstedt und des TC Blau-Weiss Berlin stiegen nach nur einem Jahr Zugehörigkeit in der Bundesliga wieder ab. Die Wahlstedterinnen hielten dabei sportlich die Klasse, zogen aber die Mannschaft kurz nach Saisonende zurück. Hiervon profitierte der sportlich eigentlich abgestiegene TC Rüppurr aus Karlsruhe.
|     | Mannschaft                    | Begegnungen | Punkte | Matches | Sätze | Spiele  |
| --- | ----------------------------- | ----------- | ------ | ------- | ----- | ------- |
| 01. | TC Radolfzell (M)             | 6           | 10:2   | 41:13   | 87:34 | 583:387 |
| 02. | TC WattExtra Bocholt          | 6           | 10:2   | 39:15   | 86:39 | 583:388 |
| 03. | TEC Waldau                    | 6           | 06:6   | 31:23   | 68:54 | 521:488 |
| 04. | TC ZWS Moers 08               | 6           | 06:6   | 25:29   | 63:64 | 529:507 |
| 05. | TC Rot-Weiß Wahlstedt (N)     | 6           | 04:8   | 23:31   | 52:71 | 472:551 |
| 06. | TC Rüppurr Karlsruhe 1929     | 6           | 04:8   | 19:35   | 46:77 | 420:536 |
| 07. | TC 1899 Blau-Weiss Berlin (N) | 6           | 02:10  | 11:43   | 28:91 | 353:604 |

### 2. Tennis-Bundesliga der Damen
Der Ratinger TC Grün-Weiß gewann die zweite Bundesliga und stieg gemeinsam mit ETuF Essen – diese als Nachrücker – in die erste Bundesliga auf.
|     | Mannschaft                           | Begegnungen | Punkte | Matches | Sätze | Spiele  |
| --- | ------------------------------------ | ----------- | ------ | ------- | ----- | ------- |
| 01. | WSH Ratingen                         | 6           | 10:2   | 36:18   | 75:43 | 523:421 |
| 02. | THC im VfL Bochum 1848 (A)           | 6           | 10:2   | 33:21   | 72:50 | 543:430 |
| 03. | Ski-Club Ettlingen                   | 6           | 8:4    | 26:28   | 61:63 | 477:486 |
| 04. | ETuF Essen                           | 6           | 6:6    | 32:22   | 73:53 | 518:446 |
| 05. | TC GW Luitpoldpark München           | 6           | 6:6    | 25:29   | 56:67 | 479:495 |
| 06. | Sport Förg Schießgraben Augsburg (N) | 6           | 2:10   | 19:35   | 43:73 | 405:548 |
| 07. | TC Augsburg Siebentisch              | 6           | 0:12   | 18:36   | 46:77 | 394:513 |